# Karl Mööl
Karl Mööl (* 4. März 1992 in Tallinn) ist ein estnischer Fußballspieler.

## Karriere

### Verein
Karl Mööl begann seine Karriere bei kleineren Vereinen in Tallinn. Ab dem Jahr 2008 stand er beim FC Flora Tallinn unter Vertrag. Wurde Zunächst aber nur in der Zweiten Mannschaft in der Esiliiga eingesetzt. In der Saison 2009 kam der Mittelfeldspieler erstmals in der Meistriliiga-Mannschaft zu Spielminuten. Sein Debüt feierte er gegen den JK Tammeka Tartu, nachdem er in der 79. Minute für Oliver Konsa eingewechselt wurde. In den folgen zwei Spielzeiten wurde er jeweils verliehen, darunter zum FC Viljandi wo dieser erstmals eine Spielzeit als Stammspieler absolvierte. Zurück bei Flora unterschrieb er zu Beginn der Saison 2012 durch seine guten Leistungen in Viljandi begünstigt einen neuen Vertrag mit dem Hauptstadtklub. Sein Debüt nach der Rückkehr gab er beim 4:0 im Estnischen Supercup gegen den JK Trans Narva, wobei ihm das Führungstor gelang und er nach der 84. Spielminute gegen den Finnen Valeri Minkenen ausgetauscht wurde. Es war zugleich der erste Titel von Mööl in der Karriere.

### Nationalmannschaft
Karl Mööl spielte von 2008 bis 2009 in der Estnischen U-17-Nationalmannschaft. Sein Debüt in dieser Altersklasse gab er gegen Lettland im Juli 2008. Im Jahr 2009 spielte Mööl eine Partie für die U-18 gegen Luxemburg. Im selbigen Jahr debütierte er auch erstmals in der U-19 gegen Lettland. Die nächsten drei Jahre spielte er dort und konnte in 14 Spielen ein Tor erzielen, letztmals für diese  Jugendnationalmannschaft spielte er im März 2011 gegen Finnland. Ab dem Jahr 2012 sollte Mööl in drei verschiedenen Nationalmannschaften Estlands debütieren, darunter zunächst im Februar in der U-23 gegen die Türkei nach Einwechslung für Sergei Mošnikov, sowie im Mai in der Estnischen U-21 gegen Spanien und im November unter Tarmo Rüütli in der Estnischen Nationalmannschaft gegen den Oman in Maskat.

## Erfolge
mit dem FC Flora Tallinn:
- Estnischer Pokal: 2012/13
- Estnischer Supercup: 2012